# Председник Руске Федерације
Председник Руске Федерације (рус. Президент Российской Федерации) највиша државна функција Русије, као и особа која заузима ову функцију.
Председник Русије је шеф државе. Многа овлашћења председника су или директно извршна или су близу извршне власти. Поред тога, према мишљењу неких истраживача, председник се не односи на било коју грану власти, већ се уздиже изнад њих, јер обавља координирајуће функције и има право распуштања Државне думе.
Председник Русије је такође гарант Устава Русије, права и слобода човека и грађанина и врховни главнокомандујући Оружаних снага Русије. У складу са Уставом Русије и федералним законима, председник Русије одређује основне правце унутрашње и спољне политике.
Од 7. маја 2012. године, председник Русије је Владимир Владимирович Путин, који је раније био на функцији у периоду од 2000. до 2008. године.

## Избор и заклетва
Свако лице изабрано на ову функцију полаже заклетву овим речима:
Заклињем се, у име својих овлашћења као председника Руске Федерације, да ћу поштовати и штитити права и слободе човека и грађанина, да ћу поштовати и бранити Устав Руске Федерације, да ћу штитити суверенитет и независност, безбедност и интегритет државе и да ћу народу верно служити.

## Надлежности
На основу четврте главе Устава председник Руске Федерације врши следеће надлежности:
- именује председника Владе са одобрењем Државне думе;
- има право председавати на седницама Владе;
- прима оставку Владе;
- предлаже Државној думи именовање председника Централне банке и његово разрешење;
- на предлог председника Владе именује и разрешава заменике председника Владе и министре;
- предлаже Савету Федерације именовања судија Уставног суда, Врховног суда, Високог арбитражног суда, а такође именовање генералног тужиоца и његово разрешење, и именовања судија федералних судова;
- председава Саветом безбедности и прописује његово уређење;
- утврђује војну доктрину;
- образује Администрацију председника;
- именује и разрешава опуномоћене представнике председника;
- именује и разрешава највишу команду Оружаних снага;
- именује и опозива дипломатске представнике у страним државама и међународним организацијама. Председник може сагласно Уставу да именује дипломатске представнике после консултација са одређеним комитетима или комисијама домова Федералне скупштине;
- расписује изборе за Државну думу сагласно Уставу и закону;
- распушта Државну думу у случајевима предвиђеним Уставом;
- расписује референдум сагласно закону;
- подноси законске предлоге Државној думи;
- потписује и обнародује законе у року од 14 дана после доношења. Уколико председник не потпише закон Државна дума и Савет Федерације закон поново претресају. Уколико закон буде усвојен двотрећинском већином у Државној думи и Савету Федерације, председник је дужан да га потпише и обнародује у року од 7 дана;
- обраћа се Федералној скупштини са годишњом посланицом о стању у држави, о унутрашњој и спољној политици државе;
- наступа као арбитар када настану несагласности између државних органа власти или органа власти субјекта државе. Уколико не пронађе решење спор предаје на разматрање надлежном суду;
- руководи спољном политиком;
- води преговоре и потписује међународне уговоре;
- потписује ратификационе повеље;
- прима повеље акредитованих дипломатских представника;
- у случају напада или непосредне опасности проглашава ванредно стање на целокупној територији или на једном делу. О томе одмах обавештава Државну думу и Савет Федерације;
- одговара на питања грађана и представке политичких организација;
- додељује државна одликовања, почасна звања, виша војна звања и виша специјална звања;
- врши помиловања.

Председник Руске Федерације своје надлежности врши доношењем указа и наредби. Укази и наредбе се извршавају на целој територији и не смеју противречити Уставу ни законима.

## Потчињени органи
Министарства и остали органи државне управе, по својој подређености, деле се на „председничка“ и „владина“.  Министарства, федералне службе и федералне агенције непосредно потчињене председнику су: 
- Министарство унутрашњих послова Руске Федерације
  - Федерална миграциона служба
- Министарство Руске Федерације за послове цивилне заштите, ванредних ситуација и уклањање последица несрећа
- Министарство иностраних послова Руске Федерације
  - Федерална агенција за послове Заједнице независних држава, суграђана, житеља ван границе, и за међународну хуманитарну сарадњу
- Министарство одбране Руске Федерације
  - Федерална служба за војно-техничку сарадњу
  - Федерална служба за одбрамбену наруџбу
  - Федерална служба за техничку и извозну контролу
  - Федерална агенција специјалне градње
- Министарство правде Руске Федерације
  - Федерална служба извршавања пресуда
  - Федерална служба судских пристава
- Државна војно-полицијска служба Руске Федерације (федерална служба)
- Спољно-обавештајна служба Руске Федерације (федерална служба)
- Федерална служба безбедности Руске Федерације
- Федерална служба Руске Федерације за контролу промета наркотика
- Федерална заштитна служба Руске Федерације
- Главна управа специјалних програма председника Руске Федерације (федерална агенција)
- Управа за послове председника Руске Федерације (федерална агенција).

Остала министарства, федералне службе и федералне агенције су непосредно потчињени Влади Руске Федерације.

## Регалије
- Званични грб Врховног команданта оружаних снага Руске Федерације
- Огрлица председника Руске Федерације
- Посебни примерак Устава Руске Федерације
- Московски Кремљ, седиште председништва

## Председници Русије
| Број  | Име председника   | Слика председника | Датум рођења и смрти               | Дужина мандата                     |
| ----- | ----------------- | ----------------- | ---------------------------------- | ---------------------------------- |
| 1.    | Борис Јељцин      |                   | 1. фебруар 1931. – 23. април 2007. | 10. јул 1991. – 31. децембар 1999. |
| в. д. | Александар Руцкој |                   | 16. септембар 1947 —               | 22. септембар — 4. октобар 1993.   |
| 2.    | Владимир Путин    |                   | 7. октобар 1952. –                 | 7. мај 2000. – 7. мај 2008.        |
| 3.    | Дмитриј Медведев  |                   | 14. септембар 1965. –              | 7. мај 2008. – 7. мај 2012.        |
| 4.    | Владимир Путин    |                   | 7. октобар 1952. –                 | 7. мај 2012. – данас               |